# 仙台 - 釜石線
仙台 - 釜石線（せんだい・かまいしせん）は、宮城県仙台市と岩手県釜石市を結ぶ昼行高速バスである。途中、宮城県気仙沼市（一部便のみ）、岩手県陸前高田市および大船渡市に停車する。
座席定員制であり、乗車前の予約は不要。

## 運行会社
- 岩手県交通（釜石営業所）
- 宮城交通（仙台北営業所）

## 運行経路
仙台駅前（宮交仙台高速バスセンター40番） - （仙台東IC） -（仙台東部道路） - （三陸沿岸道路） - <宮城交通便のみ：（気仙沼港IC） - 気仙沼市まち・ひと・しごと交流プラザ - （気仙沼鹿折IC） - >（陸前高田IC） - 陸前高田駅 - （通岡IC） - （大船渡IC） - サンリアショッピングセンター前 - （大船渡IC） - （釜石中央IC） - 上中島 - 釜石駅前 - 小佐野駅前 - 釜石営業所
- 気仙沼市 - 陸前高田駅 - サンリアショッピングセンター前 - 釜石市内間相互の乗車も可能（釜石市内のみの乗車は不可）。
- 休憩は以下の通り実施する。
  - 宮城交通便は道の駅三滝堂、道の駅さんりくで各15分間休憩する。
  - 岩手県交通便は本吉PAで10分間休憩する。

### 過去の運行経路
※2021年7月1日までの運行経路。
仙台駅前（宮交仙台高速バスセンター40番） - 広瀬通一番町 - （仙台宮城IC） -（東北自動車道） - （花巻JCT） - （釜石自動車道） - （東和IC） - 道の駅とうわ -  遠野駅前 - 青笹駅前 - 釜石高校前 - 釜石営業所 - 小佐野駅前 - 上中島 - 釜石駅前   
- 金成PA、道の駅とうわにて各10分休憩していた。

## 運行回数
毎日運行便（岩手県交通担当便）1日2往復。このほかに金曜日・土曜日・日曜日・祝日には宮城交通が1往復を運行する。

## 主な区間の運賃
※2024年10月1日現在。小児半額。往復割引は設定なし。その他の区間の運賃等は各社の公式サイトで確認のこと。
- 仙台 - 釜石：大人片道3,300円。
- 仙台 - サンリアショッピングセンター前：大人片道2,800円。
- 仙台 - 陸前高田駅：大人片道2,500円。

## 歴史
- 2003年（平成15年）4月26日 - 宮城交通・岩手県交通の2社共同運行にて運行開始。東北自動車道・釜石自動車道経由で1日2往復（各社1往復）。
- 2007年（平成19年）
  - 7月1日 - 仙人峠道路開通に伴い、遠野市内の運行経路を遠野バイパス回りに変更。バス停廃止（勇町、上郷）および新設（青笹駅前、釜石南高校前、小佐野駅前、上中島）。
  - 12月1日 - 原油価格の高騰により、運賃を値上げ（大人片道・往復とも各200円ずつ）。
- 2011年（平成23年）
  - 2月14日 - この日より同年3月18日の月曜日～金曜日に限り、片道運賃を2,400円（全区間共通）に値下げ。
  - 4月4日 - 同年3月11日に発生した東北地方太平洋沖地震の影響により運休していたが、この日より通常運行を再開。
- 2012年（平成24年）1月10日 - この日より宮城交通が当分の間運休、岩手県交通担当の1往復のみとなる（発券等の支援業務は継続）。
- 2014年（平成26年）4月1日 - 運賃改定[1]。
- 2019年（令和元年）6月21日 - 運賃改定[2][3]。
- 2020年（令和2年）
  - 4月13日 - 新型コロナウイルスの影響により、この日より同年4月30日まで（のち「当面の間」に延長）運休[4]。
  - 6月19日 - この日より金土日祝日に限り運行を再開[5]。
- 2021年（令和3年）
  - 7月2日 - この日より運行を再開。従来の東北道（東和・遠野）経由から三陸道経由に変更、所要時間を約30分短縮。あわせてこの日より同年8月31日まで（同年12月31日まで期間延長）の期間限定で、大人片道運賃を2,900円に値下げ[6][7]。
  - 12月6日 - この日より大船渡（サンリアショッピングセンター前）に停車。釜石駅前ののりばを駅舎ロータリー内に変更。大船渡 - 釜石間の利用も可能となる[8]。
- 2022年（令和4年）
  - 2月1日 - この日より月曜 - 木曜運休（金土日祝日のみ運行）となる[9]。
  - 9月16日 - この日より陸前高田駅停留所への乗り入れを開始[10]。また、宮城交通が気仙沼市にも停車する毎日1往復の運行を開始。これに伴い東北自動車道経由で運行していた仙台 - 大船渡線は運行を終了[11]。両社便とも、気仙沼（宮城交通便のみ） - 陸前高田 - 大船渡 - 釜石相互間の利用が可能となる[12]。
- 2023年（令和5年）3月20日 - この日より岩手県交通便で平日の運行を再開[13]。毎日2往復の運行となる。
- 2024年（令和6年）
  - 2月2日 - 岩手県交通が金曜日・土曜日・日曜日・祝日に1往復を増便[14]。上下便とも、毎日運転の県交通便の1時間後に運転される。
  - 4月1日 - この日より宮城交通担当便が金土日祝日のみの運行となる[15]。
  - 4月15日 - 岩手県交通便で交通系ICカードの利用が可能となる[16]。
  - 7月1日 - 岩手県交通が金土日祝に運行していた1往復を、時刻変更して毎日運行開始[17][18]。
  - 10月1日 - 一部区間（気仙沼発着）の運賃を改定[19]。

## 使用車両
- 4列シート、トイレなしハイデッカー車が使用される。

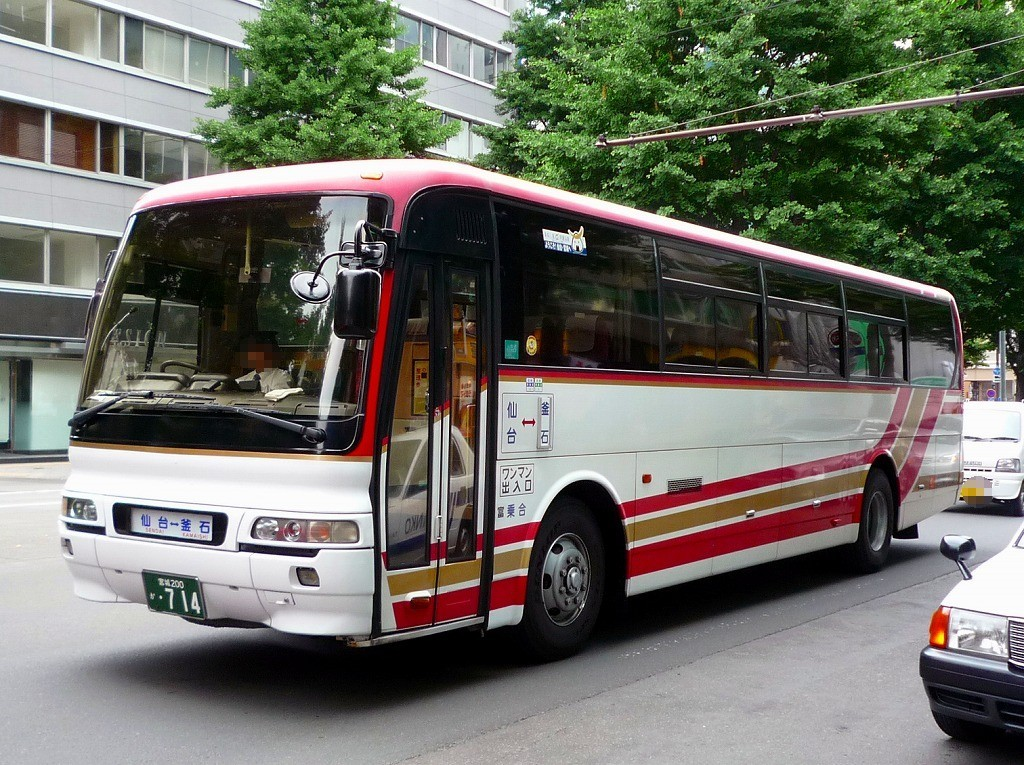
宮城交通運行開始当時の車両
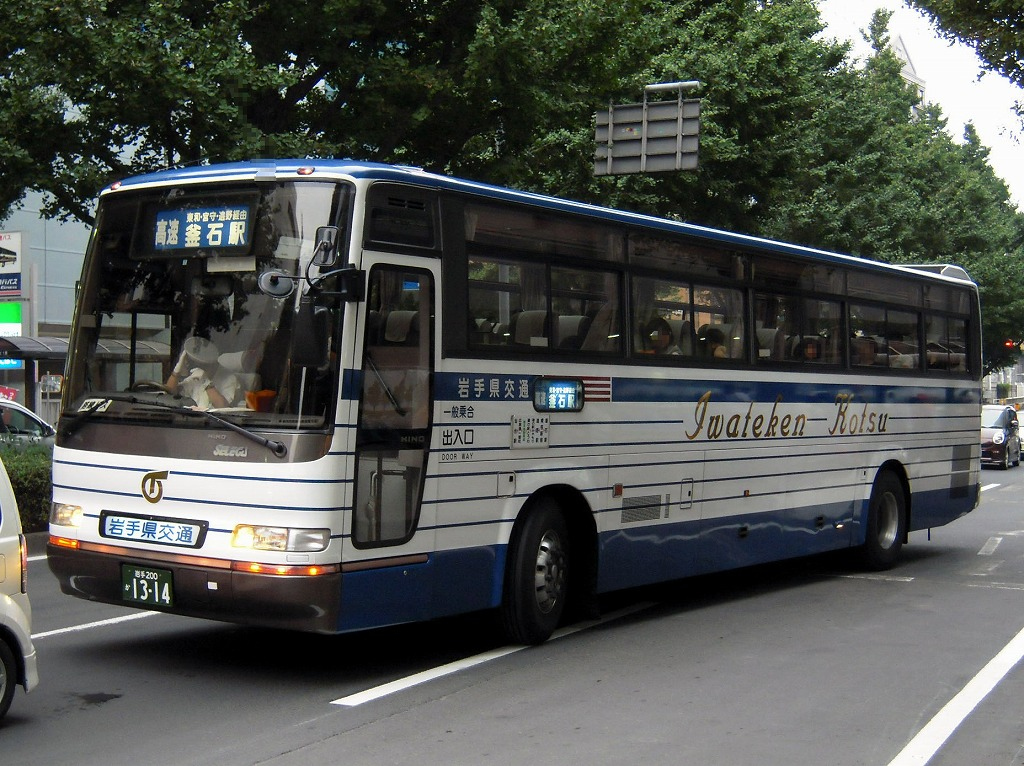
岩手県交通の車両

## 乗車券発売箇所
- 宮交仙台高速バスセンター（仙台 - 釜石間のみ）
  - その他の区間は車内での現金精算となる（両者運行便とも交通系ICカードが利用可能[11][16]）。

## 利用状況
| 年度               | 運行日数 | 運行便数 | 年間輸送人員 | 1日平均人員 | 1便平均人員 |
| ------------------ | -------- | -------- | ------------ | ----------- | ----------- |
| 2003（平成15）年度 | 341      | 1,341    | 16,317       | 47.9        | 12.2        |
| 2004（平成16）年度 | 365      | 1,462    | 19,911       | 54.6        | 13.6        |
| 2005（平成17）年度 | 365      | 1,461    | 19,816       | 54.3        | 13.6        |
| 2006（平成18）年度 | 365      | 1,454    | 19,515       | 53.5        | 13.4        |
| 2007（平成19）年度 | 366      | 1,469    | 20,201       | 55.2        | 13.8        |